# Рукомет у колицима
Рукомет у колицима је рукомет који играју људи са различитим физичким недостацима који их дисквалификују да се баве способним спортом. То укључује спина бифида, урођене мане, церебралну парализу, парализу услед незгоде, ампутације (нога или других делова) и многе друге инвалидности. ИХФ Светско првенство у рукомету (IHF) је управно тијело за овај спорт. Међународни параолимпијски комитет (МПК) га је признао као једини надлежни орган у рукомету у инвалидским колицима широм свијета.

## Историјат
Током тренерског симпозијума 1993. године у Лајпцигу у Њемачкој одиграна је прва рукометна утакмица у инвалидским колицима. Дванаест година касније током ИХФ симпозијума за тренере и судије у Бангкоку на Тајланду и годину дана касније 2006. године на ЕХФ омладинској рукометној конвенцији у Бечу, Аустрија, представљен је рукомет у инвалидским колицима.‍:12:45
У октобру 2008. године ЕХФ је одржао први семинар у Бечу, Аустрија.‍:14:00 
Од 2009. године ИХФ је пуноправни члан Међународног параолимпијског комитета.‍:1:15
Године 2013. одржано је прво Свјетско првенство у Бразилу које је организовао Бразил, али га ИХФ није званично признао. Бразил је побједио у свим категоријама.
У фебруару и марту 2019. године Извршни комитет ИХФ-а расправљао је о рукомету у инвалидским колицима и слању писама важним тјелима. У марту је основана ИХФ радна група за рукомет у инвалидским колицима.‍:14:13
Први састанак ИХФ радне групе за рукомет у инвалидским колицима одржан је 26. октобра 2019. године. Планирали су прво Свјетско првенство у рукомету у инвалидским колицима за 2021. године током Свјетског првенства у рукомету за жене 2021. године.
У јануару 2020. ИХФ је одржао први семинар у Базелу, Швајцарска.‍:14:00
Током 6. састанка Савјета ИХФ-а 27. и 28. фебруара 2020. године у Каиру, ИХФ је најавио да ће бити одржано прво ИХФ Свјетско првенство у рукомету у инвалидским колицима већ 2020. године. ИХФ ће додати рукомет у инвалидским колицима за Љетње параолимпијске игре године. Али један од услова је да су била два свјетска првенства до 2022. године. То значи да 24 нације и 3 континента морају да играју рукомет у инвалидским колицима.‍:11:20 Године 2023. Управни одбор МПК-а је одбио апликацију за 2028. годину.

### Рукомет у колицима у Европи
У сезони 2005/06. године људи су експериментисали са различитим варијантама рукомета у инвалидским колицима са аустријским кошаркашким тимом у инвалидским колицима "Ситинг булс".
Године 2006. демонстриран је рукомет у инвалидским колицима различитим националним федерацијама.
Године 2008. одржан је турнир у рукомету у инвалидским колицима у Бечу.
За 2020. годину планирано је прво ЕХФ Европско првенство у рукомету у инвалидским колицима, али је касније отказано због пандемије ковида 19. Сљедећи покушај ће бити започет 2021. године.‍:27:00

### Рукомет у колицима у Централној и Сјеверној Америци
Године 1993. Универзитет Кампинас је већ играо рукомет у инвалидским колицима, али без јасних правила. Године 2005. рукомет у инвалидским колицима трансформисан је у такмичарски спорт у Бразилу. У Јужној и Централној Америци рукомет у инвалидским колицима настао је у два облика, са 7 и 4 играча. Бразилски рукометни савез у инвалидским колицима основан је 2009. године. Године 2009. одиграна је прва рукометна утакмица у инвалидским колицима између Бразила и Чилеа. Године 2020. одржано је прво првенство Јужне Америке у рукомету у инвалидским колицима. Панамеричко првенство у рукомету у инвалидским колицима одржано је по први пут 2014. године.‍:45:00

## Географске области у којима је спорт присутан
Поред Бразила, постоје такмичења у Холандији, Бразилу и јужноамеричким земљама.

## Такмичења

### Међународна такмичења
- IHF Wheelchair Handball World Championship (1 незванично издање)
- Pan American Wheelchair Handball Championship (2 издања)
- South American Wheelchair Handball Championship (2 издања)
- European Wheelchair Handball Nations’ Tournament (4 издања)

### National
- Brazilian Wheelchair Handball Championship (11 издања)
- Netherlands Wheelchair Handball Championship
- Japan Wheelchair Handball Championship (17 издања, од 2001. године[1]13:17)
- Pakistan Men’s National Wheelchair Handball Championship (1 edition)[7]
- у 2005. у Нант неслужбено француско првенство [1]13:17
- у 2006. у Ливерпул[1]13:17

## Разлике у рукомету и додатна правила
Правила су само за варијанту од шест играча. Варијанта за четири играча је још у развоју.
Број играча
Само шест умјесто седам играча. Само мјешовити тим, једна играчица мора бити на терену и најмање три играчице морају бити дио списка такмичара за сваки тим.
Ако ниједна играчица не може да игра (због повреда или казни) екипа мора да игра са играчицом мање.
Вријеме игре
Полувреме је само 20 минута, а пауза само 10. И постоји само један тајм аут по полувремену.
Лопта
Све игре се играју са лоптом величине 2 и без лепка.
Гол
Гол је висок само 1,7 метара умјесто два и захватна мрежа мора да се скине.
Комплет за играње
Број играча је морао бити на предњој страни. На задњем делу колица мора бити наљепница са бројем играча у боји класе.
- Класа 1 = зелена
- Класа 3 = плава
- Класа 2 = жута
- Класа 4 = црвена

Страпс
Ноге морају бити везане за инвалидска колица. Дизање играча се кажњава суспензијом од 2 минута. Ако голман подиже током одбране, постоји додатно бацање са 7м.
Играње лопте
Дозвољено је ставити лопту максимално 3 секунде у круг. Није дозвољено украсти лопту из крила.